# Saint-Maurice-de-Tavernole
Saint-Maurice-de-Tavernole är en kommun i departementet Charente-Maritime i regionen Nouvelle-Aquitaine i västra Frankrike. Kommunen ligger  i kantonen Jonzac som ligger i arrondissementet Jonzac. År 2013 hade Saint-Maurice-de-Tavernole 136 invånare.

## Befolkningsutveckling
Antalet invånare i kommunen Saint-Maurice-de-Tavernole
Referens:INSEE